# ビリー・バスゲイト
『ビリー・バスゲイト』（Billy Bathgate）は、E・L・ドクトロウの1989年の小説、またそれを原作とする1991年のアメリカ合衆国の伝記映画。本項では主に映画化作品について扱う。監督はロバート・ベントン、出演はダスティン・ホフマンとニコール・キッドマンなど。
実在のギャング、ダッチ・シュルツの晩年を、彼の側近となった青年ビリーの目を通して描いている。なお、ダッチ・シュルツは33歳で死んでいるが、演じるダスティン・ホフマンは撮影当時既に50代だった。
原作は全米批評家協会賞およびペン/フォークナー賞を受賞している。また日本では、映画公開（1992年5月）の直前となる1992年3月に中野恵津子による翻訳が文藝春秋から出版されている（ISBN 4163130608）。

## ストーリー
大恐慌のただ中にあった1935年のニューヨーク・ブロンクス。貧しい15歳の少年ビリー・ビーハンは、自分と同じように貧しい生まれながら、自らの力で街一番の金持ちに成り上がった暗黒街のボス、ダッチ・シュルツに憧れ、彼の子分になる。
やがてダッチの側近となり、華やかな世界で成功を信じていたビリーだったが、ギャングの世界が虚飾と裏切りにまみれた恐ろしい世界であることを思い知らされる。

## キャスト
ダッチ・シュルツ
演 - ダスティン・ホフマン、日本語吹替 - 谷口節
ニューヨークのギャングのボス。全盛期を過ぎているが、昔ながらのやり方をやめない。
ドリュー・プレストン
演 - ニコール・キッドマン、日本語吹替 - 勝生真沙子
人妻。ゲイの夫とは偽装結婚。
ビリー・バスゲイト
演 - ローレン・ディーン、日本語吹替 - 梁田清之
成功を夢見てダッチの側近になった青年。本名はビリー・ビーハン。ブロンクスのバスゲイト街出身であることからビリー・バスゲイトと名乗る。
ボー・ワインバーグ
演 - ブルース・ウィリス、日本語吹替 - 大塚芳忠
ダッチの幼馴染にして、彼の片腕の殺し屋。ドリューの恋人。裏切りがバレて、船の上からダッチに海に突き落とされる。
オットー・バーマン
演 - スティーヴン・ヒル、日本語吹替 - 大塚周夫
ダッチの参謀。何かとビリーを気にかける。
アーヴィング
演 - スティーヴ・ブシェミ、日本語吹替 - 荒川太朗
ダッチの部下。
ミッキー
演 - ビリー・ジェイ、日本語吹替 - 江原正士
ダッチの部下。運転手を務める。
ルル
演 - ジョン・コステロー、日本語吹替 - 島田敏
ダッチの部下。
ディクシー・デイヴィス
演 - ティモシー・ジェローム、日本語吹替 - 家弓家正
ダッチの弁護士。
ラッキー・ルチアーノ
演 - スタンリー・トゥッチ、日本語吹替 - 納谷六朗
マフィアのボス。ダッチと手を組むように見せかけ、ダッチを裏切る。
マッシナーニー神父
演 - バリー・マクガバーン、日本語吹替 - 塚田正昭
メアリー・ビーハン
演 - フランセス・コンロイ、日本語吹替 - 達依久子
ビリーの母親。
ハーヴィ・プレストン
演 - ザンダー・バークレー、日本語吹替 - 江原正士
ドリューの夫。ゲイ。
Mr.ハインズ
演 - スティーブン・ジョイス、日本語吹替 - 塚田正昭
ジュリー・マーティン
演 - マイク・スター、日本語吹替 - 島香裕
レベッカ（ベッキー）
演 - モイラ・ケリー、日本語吹替 - 水谷優子
アーノルド
演 - ケヴィン・コリガン、日本語吹替 - 松本保典
消防署員
演 - ハリー・オーレイリー、日本語吹替 - 小杉十郎太
Mr.チェンバース
演 - テリー・ロフリン、日本語吹替 - 塚田正昭

## 作品の評価

### 映画批評家によるレビュー
Rotten Tomatoesによれば、24件の評論のうち高評価は38%にあたる9件で、平均点は10点満点中5.04点となっている。

### 受賞歴
ニコール・キッドマンが第49回ゴールデングローブ賞の助演女優賞にノミネートされた。